# 北亞泰蒂
北亞泰蒂（西班牙語：Yataity del Norte），是巴拉圭的城鎮，位於該國中部，由聖佩德羅省負責管轄，始建於1965年12月22日，距離亞松森263公里，海拔高度227米，2008年人口14,373，人口密度每平方公里23.68人。